# Nowopietrowka (rejon błagowieszczeński)
Nowopietrowka (ros. Новопетровка) – wieś w Rosji, w obwodzie amurskim, w rejonie błagowieszczeńskim. W 2021 liczyła 563 mieszkańców.